# Autoerotischer Unfall
Ein autoerotischer Unfall ist ein Vorgang, bei dem sich ein Mensch bei der Masturbation oder einer anderen autoerotischen Betätigung unabsichtlich eine erhebliche Verletzung zufügt. Im Falle einer tödlichen Verletzung verwendet man den Begriff autoerotischer Selbsttötungsunfall.

## Vorkommen
Überwiegend kommt es bei autoerotischen Betätigungen zu leichten oder schwereren Verletzungen, die statistisch nicht erfasst werden. Betroffen sind überwiegend Männer. Da viele Patienten den tatsächlichen Unfallhergang aus Scham dem Arzt gegenüber verschweigen, liegen genaue Zahlen über die Häufigkeit nicht vor. Desgleichen werden autoerotische Selbsttötungsunfälle häufig nicht als solche erkannt und untersucht. In Deutschland sterben jedes Jahr geschätzt mindestens 100 Menschen daran. Andere Schätzungen gehen von einem bis zwei tödlichen Unfällen im Zusammenhang mit der Selbstbefriedigung pro einer Million Personen und Jahr aus.

## Arten

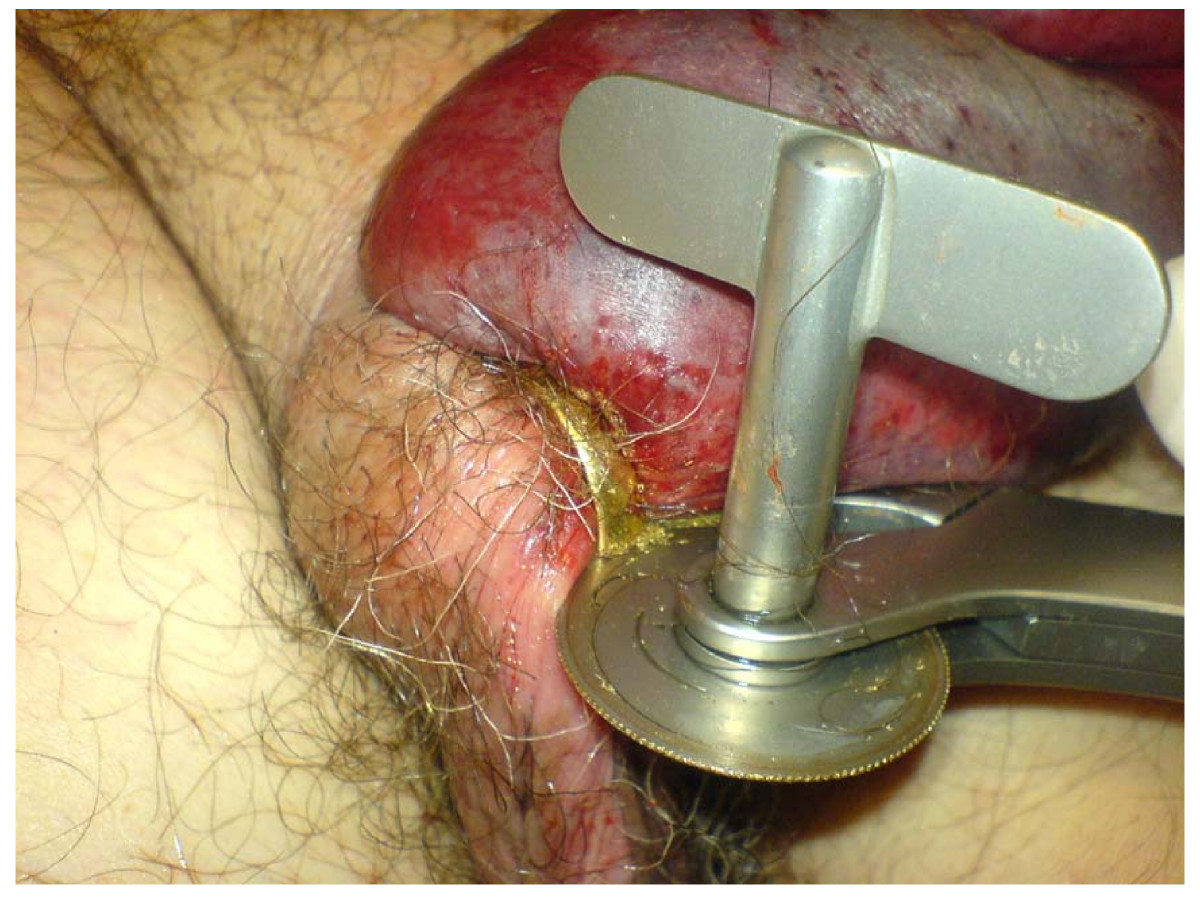
Penisstrangulation infolge eines autoerotischen Unfalls nach Überstreifen eines Eherings über den Penis. In diesem Bild wird der Ring durch einen Arzt nach elf Stunden mit einer Fingerringsäge geöffnet.

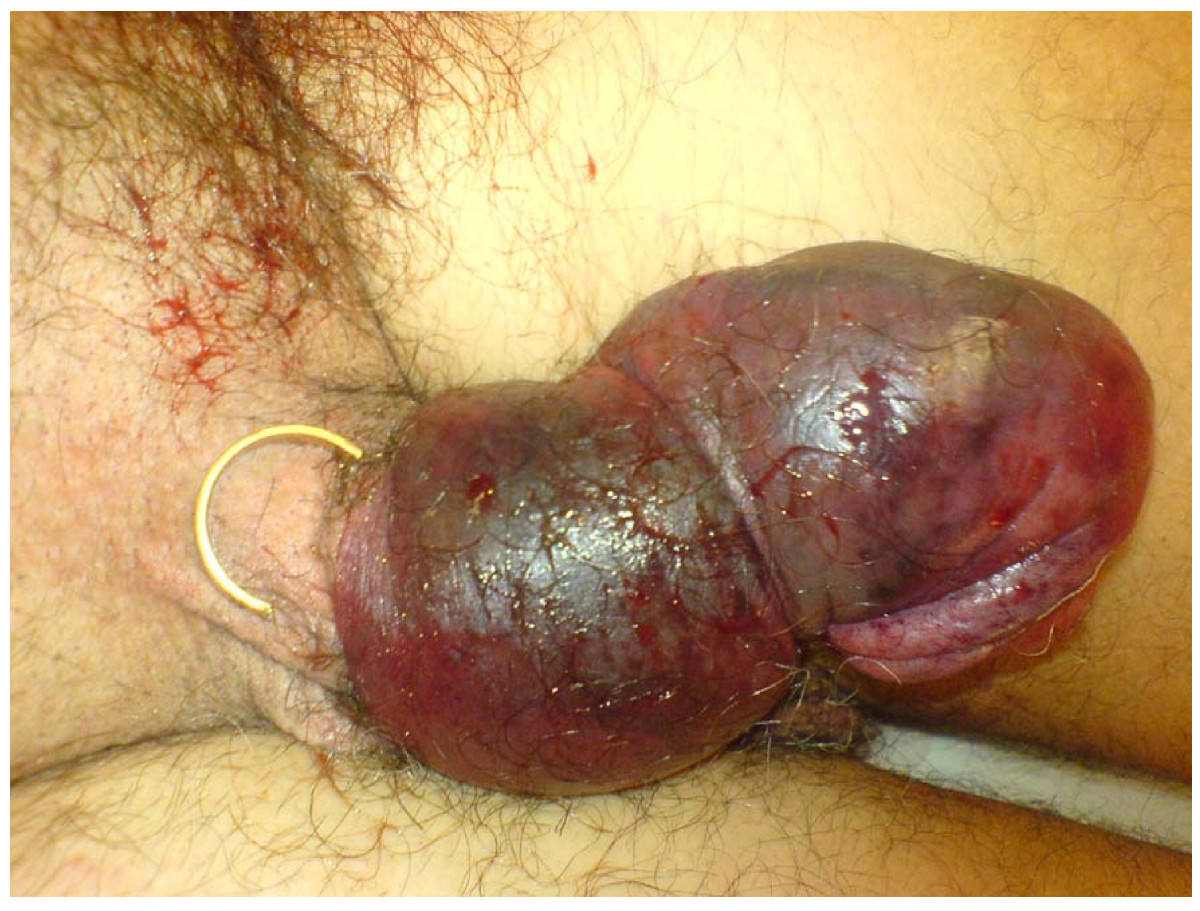
Der Penis mit starker Ödembildung nach dem Öffnen des Eherings

Autoerotische Unfälle lassen sich grob in folgende Kategorien einteilen:
- Penisverletzungen durch Masturbation unter Zuhilfenahme von Gegenständen
- Einführen und Verschwinden von Gegenständen in Körperöffnungen, etwa „Harnröhrenstimulation“ oder Fremdkörper in Anus und Rektum oder Fremdkörper in der Vagina
- Unfälle bei (auto)erotischer Betätigung, die Lustschmerz, erotische Elektrostimulation, Bondage oder erotische Asphyxiation (Strangulation) enthalten.

Erhebliches Gefahrenpotential bilden Praktiken der Selbstbefriedigung, die auf unterschiedliche Weise eine Begrenzung oder Unterbrechung der Sauerstoffzufuhr zum Gehirn bewirken und dadurch sexuelles Empfinden intensivieren sollen (Asphyxiophilie oder Hypoxyphilie); ebenso die Anbringung von mechanischen, chemischen (z. B. Capsaicin) und/oder elektrischen Reizquellen an erogenen Zonen und Genitalien, aber auch unterschiedlichste Formen der Strangulation oder Abschnürung von Körperteilen und Genitalien. Bei vielen dieser Techniken kommt es häufiger auch trotz vorher durchgeführter Sicherheitsmaßnahmen zu schweren bis tödlichen Verletzungen bei der Selbstbefriedigung.

## Erforschung
Schon um 1900 wurden einzelne kuriose Auffindesituationen bei Todesfällen mit offenbar autoerotischem Hintergrund in Aufsätzen beschrieben, doch erst in den 1960er Jahren wurden autoerotische Unfälle systematisch erforscht und Dissertationen und Zeitschriftenaufsätze hierzu veröffentlicht. Besondere öffentliche Aufmerksamkeit erregte eine 1978 verfasste Dissertation über Staubsauger-Unfälle.
Die Wirkungsweise der Hypoxyphilie ist nicht genau geklärt. Arbeitshypothese ist: Sauerstoffmangel löse im Gehirn eine narkotische und gleichzeitig euphorisierende Wirkung aus. Bei gleichzeitigem Orgasmus könnte ein Dopaminschub ausgelöst werden, der den Orgasmus intensiver mache. Diese Kombination soll einen Rausch erzeugen, der einem Drogentrip ähnele.

## Forensische Probleme
Auch ohne Verschleierungsversuche von Hinterbliebenen besteht die Schwierigkeit, einen tödlichen autoerotischen Unfall von einem allgemeinen Unfall, einem Sexualdelikt oder von einem Suizid zu unterscheiden. Indizien für einen autoerotischen Hintergrund bei einem Leichenfund können beispielsweise sein: die Entblößung von Genitalien, das Vorhandensein von Knebelungen, Schnürungen, Fesselungen von Körperteilen, angelegte elektrische Kabel am Körper, aufgestellte Spiegel zur Selbstbetrachtung, pornografische oder Aktdarstellungen am Fundort, bei männlichen Opfern auch Damenkleidung in unmittelbarer Nähe oder in angelegter Form.

## Rechtliche Probleme
Wenn Betroffene versuchen, die Ursache ihrer Verletzungen zu verschleiern, kommt es gelegentlich zu Problemen mit der Krankenversicherung. Durch Rekonstruktion des Hergangs durch rechtsmedizinische Sachverständige muss dann geklärt werden, ob es sich um einen häuslichen Unfall oder einen Eingriff handelt, den der Versicherte an seinem Körper vorgenommen hat.
Ein autoerotischer Selbsttötungsunfall zählt in Deutschland nicht als Unfall im Sinne der Allgemeinen Unfallversicherungsbedingungen und führt von daher nicht zu einer Leistungspflicht der Unfallversicherung.

## Prominente Todesfälle durch autoerotische Unfälle
- David Carradine, US-amerikanischer Schauspieler, gestorben 2009 durch missglückte Atemkontrolle
- Kevin Gilbert, US-amerikanischer Musiker, gestorben 1996, ebenfalls durch autoerotische Asphyxiophilie
- Stephen Milligan, britischer Journalist und konservativer Politiker, gestorben 1994, autoerotische Asphyxiophilie mit Bondage[6]
- Vaughn Bodē, US-amerikanischer Comiczeichner und Autor, starb 1975 an einem autoerotischen Selbsttötungsunfall
- Albert Dekker, US-amerikanischer Film- und Theaterschauspieler, gestorben 1968, autoerotische Asphyxiophilie mit Bondage[7]
- František Kočvara, tschechischer Komponist und Geiger, starb 1791, einer der ersten bekannten Todesfälle durch autoerotische Atemkontrolle[8]

Michael Hutchence, australischer Musiker, starb 1997 durch Strangulation. Der Gerichtsmediziner befand auf Tod durch Suizid. Hutchences hinterbliebene Lebensgefährtin Paula Yates behauptete demgegenüber in einem Interview von 1999 einen autoerotischen Strangulationsunfall als Todesursache.